# Csodabogyós-barlang (Balatonederics)
A Csodabogyós-barlang Magyarország fokozottan védett barlangjai közül az egyik. A Balaton-felvidéki Nemzeti Parkban lévő Keszthelyi-fennsíkon található. Magyarország nyolcadik leghosszabb, a Keszthelyi-fennsík leghosszabb és második legmélyebb barlangja. A fennsík négy fokozottan védett barlangja közül az egyik, a Döme-barlang, a Jakucs László-barlang és a Kessler Hubert-barlang mellett.

## Leírás
A Balaton-felvidéki Nemzeti Park fokozottan védett területén, Balatonederics külterületén, a Keszthelyi-fennsík délkeleti részén, a Balatonederics-fennsík, más néven Edericsi-fennsík keleti peremén, az Ederics-hegy csúcsától északkeletre, 130 méterre, a Szél-lik bejáratától 100 méterre, az erdős, sziklakibúvásos hegyoldalban, 395 méter tengerszint feletti magasságban van a lezárt bejárata. A barlang hossza 6400 méter és a mélysége 147 méter. A járatai elsősorban tektonikus mozgások során jöttek létre, így túlnyomórészt hasadékfolyosók, termek és aknák jellemzik. Többszintes, hálózatos barlang. A nagyméretű, lefelé harangszerűen táguló, kettéváló hasadékai egy természetes geológiai szelvényként mutatják be a barlangot magába foglaló, felső triász, edericsi mészkő rétegeit. Omladékkal elválasztott termek kötik össze a helyenként 50 méter mélységet elérő hasadékokat.
Egyes szakaszokon, például a Függőkertben és a Meseországban dunántúli viszonylatban igen sok és változatos cseppkőképződmény található. A Függőkert és a Meseország zónájában sok száz függőcseppkő és páratlan látványt nyújtó, 50–60 darab, 0,5–1,5 méter magas állócseppkő látható. Vetőtükrök, nagy felületeket borító cseppkőlefolyások, kis méretű, íves zászlók, borsókövek és különlegesen csavarodott formájú heliktitek is kialakultak, valamint fehér bevonatot alkotó hegyitej is keletkezett benne. A képződmények egy része még ma is fejlődik.
A létrákkal kiépített barlangnak az idegenforgalom számára nem megnyitott szakaszai a Balaton-felvidéki Nemzeti Park Igazgatóság engedélyével látogathatók. A denevérek téli, nyugalmi időszakában nem tekinthető meg. A méreteiből, a látványos formakincséből és a viszonylag könnyen járható jellegéből adódóan, kiválóan alkalmas a barlangjárás, a barlangkutatás technikájának és a gyakorlatának elsajátítására, valamint a tektonikus folyamatok és a különböző képződmények bemutatására. A barlang a bejárata mellett is látható szúrós csodabogyó nevéről kapta a nevét, amelynek itt találjuk az északi elterjedési határát.

## Kutatástörténet
Feltárása már az 1970-es években megkezdődött, majd 1988 augusztusában Bagyó Antal javaslatára a későbbi Labirint Barlangkutató Csoport tagjai kutatógödör ásása közben 2 méteres mélységben erősen huzatoló résen keresztül a későbbi Tölcsér-terembe láthattak be. Majd az 1990. évi Karszt és Barlangban megjelent publikáció szerint a Bauxit Barlangkutató Csoport 1989-ben nyolc méter mélységig tárta fel. 1992. február 29-től a környezetvédelmi és területfejlesztési miniszter 4/1992. (II. 19.) KTM rendelete szerint a Csodabogyós-barlang fokozottan védett barlang. A feltárásban 1990 ősze és 1999 között a budapesti Acheron Barlangkutató Szakosztály és a cserszegtomaji Labirint Karszt- és Barlangkutató Sport Egyesület, 1999 és 2003 között a balatonedericsi Styx Barlangkutató Egyesület tagjai vettek részt.
1998. május 14-től a környezetvédelmi és területfejlesztési miniszter 13/1998. (V. 6.) KTM rendelete szerint a Balaton-felvidéki Nemzeti Park Igazgatóság illetékességi területén, a Keszthelyi-hegységben található Csodabogyós-barlang látogatók számára nem megnyitott szakaszai az igazgatóság engedélyével látogathatók. 2001. május 17-től a környezetvédelmi miniszter 13/2001. (V. 9.) KöM rendeletének értelmében a Bakony hegység területén lévő Csodabogyós-barlang fokozottan védett barlang. Egyidejűleg a fokozottan védett barlangok körének megállapításáról szóló 1/1982. (III. 15.) OKTH rendelkezés hatályát veszti.
A 2003-ban megjelent, Magyarország fokozottan védett barlangjai című könyvben található ismertetés szerint a barlang 4000 m hosszú, 112 m függőleges kiterjedésű és 250 m vízszintes kiterjedésű. A könyvben lévő, Egri Csaba és Nyerges Attila által készített hosszúsági lista szerint a Keszthelyi-hegységben lévő és 4440-4 barlangkataszteri számú, 2002-ben 4000 m hosszú Csodabogyós-barlang Magyarország 8. leghosszabb barlangja 2002-ben. A könyvben található, Egri Csaba és Nyerges Attila által készített mélységi lista szerint a Keszthelyi-hegységben lévő és 4440-4 barlangkataszteri számú, 2002-ben kb. 112 m mély Csodabogyós-barlang Magyarország 22. legmélyebb barlangja 2002-ben. 2005. szeptember 1-től a környezetvédelmi és vízügyi miniszter 22/2005. (VIII. 31.) KvVM rendelete szerint a Balaton-felvidéki Nemzeti Park Igazgatóság működési területén, a Keszthelyi-hegységben található  Csodabogyós-barlang látogatók számára nem megnyitott szakaszai a felügyelőség engedélyével látogathatók. 2005. szeptember 1-től a környezetvédelmi és vízügyi miniszter 23/2005. (VIII. 31.) KvVM rendelete szerint a Bakony hegységben lévő Csodabogyós-barlang fokozottan védett barlang.
A 2005-ben kiadott, Magyar hegyisport és turista enciklopédia című kiadványban önálló szócikke van a barlangnak. A könyvben az olvasható, hogy a Keszthelyi-hegységben található a Csodabogyós-barlang, amely egy többszintes hálózatos rendszer. A Balatonederics-fennsík K-i peremén, az Ederics-hegy csúcsától ÉK-re 130 m-re, sziklakibúvásokkal tagolt szálerdőben, 393 m tszf. magasságban helyezkedik el a bejárata. Nevét a bejáratot körbenövő, a területen őshonos szúrós csodabogyó nevű növény miatt kapta. Az 1970-es években kezdődött el a feltárása, de éveken keresztül csak 30 m hosszúságig volt ismert. Az 1990 őszén elkezdett és még jelenleg is tartó kutatásnak köszönhetően a hossza meghaladja a 4000 m-t. A hasadékrendszer felső triász edericsi mészkőben keletkezett. Több helyen eléri a 110 m mélységet. A hasadékok lefelé harangszerűen tágulnak, valamint kettéválnak. A falakon az elmozdulások jelei (vetőtükrök) láthatók. A néhány helyen 50 m-es mélységet is elérő hasadékokat omladékkal elválasztott termek kapcsolják össze, melyeket leginkább változatos méretű és formájú cseppkőképződmények, helyenként montmilch ékesítenek. A barlang a 100 m-re nyíló Szél-likkal egy légáramlási rendszert képez. Engedéllyel járható a lezárt, 1992-től fokozott védelem alatt álló és létrákkal kiépített barlang.
Az Acheron Barlangkutató Szakosztály egyik legjelentősebb feltárása a Csodabogyós-barlang (3700 m). Kárpát József szócikkében meg van említve, hogy Kárpát József részt vett a Csodabogyós-barlang 1990. évi feltárásán, amikor 3,7 km új rész lett felfedezve. Lukács Attila szócikkében meg van említve, hogy Lukács Attila barlangász eredményei közül megemlíthető pl. a Csodabogyós-barlang Colosseum-ágának felfedezése. A Sziklaorom Hegymászó és Barlangász Club néhány év alatt jelentős eredményeket ért el, elsősorban új barlangok felkutatásával. Ezek közül említésre méltó a balatonedericsi Csodabogyós-barlang (2,5 km új járattal).
2007. március 8-tól a környezetvédelmi és vízügyi miniszter 3/2007. (I. 22.) KvVM rendelete szerint a Balatoni Nemzeti Park Igazgatóság működési területén lévő Keszthelyi-hegységben elhelyezkedő Csodabogyós-barlang látogatók számára nem megnyitott szakaszai az igazgatóság engedélyével tekinthetők meg. 2013. július 19-től a vidékfejlesztési miniszter 58/2013. (VII. 11.) VM rendelete szerint a Csodabogyós-barlang (Keszthelyi-hegység, Balaton-felvidéki Nemzeti Park Igazgatóság működési területe) idegenforgalom számára nem megnyitott szakaszai az igazgatóság hozzájárulásával látogathatók.
2013-tól egy egyéni kutatókból álló társaság kutatja Polacsek Zsolt, John Szilárd és Ba Julianna vezetésével. A több emelet magas hasadékrendszereket sokszor csak nyaktörő mászásokkal, vagy veszélyes omladékok átbontásával lehetett járhatóvá tenni. A legtávolabbi járatrészekbe legalább egyórás mászással lehet eljutni, annak ellenére, hogy több helyen vaslétrák és fix kötelek segítik a közlekedést. A kutatás mellett folyamatosan készült a barlangtérkép, amiből kiderült, hogy a Csodabogyós-barlang járatai a szomszédos, 550 méter hosszú és 41 méter mély Szél-likat 21 méternyire közelítik meg, valamint egy közös légáramlási rendszert képeznek. Télen a külszíni hideg levegő az alacsonyabb szinten nyíló Szél-likon áramlik be és a Csodabogyós-barlang bejáratán át távozik, messziről is látható gőzoszlopot alkotva.
A 2012–2014. évi Karszt és Barlangban közölve lett, hogy a turistáknak kiépített Csodabogyós-barlangot 2012-ben 2 875 fő, 2013-ban 2 633 fő, 2014-ben 3 314 fő látogatta meg overállos barlangtúrán. 2015. november 3-tól a földművelésügyi miniszter 66/2015. (X. 26.) FM rendelete szerint a Csodabogyós-barlang (Bakony hegység) fokozottan védett barlang. 2021. május 10-től az agrárminiszter 17/2021. (IV. 9.) AM rendelete szerint a Csodabogyós-barlang (Keszthelyi-hegység, Balaton-felvidéki Nemzeti Park Igazgatóság működési területe) idegenforgalom számára nem megnyitott szakaszai az igazgatóság engedélyével látogathatók. A 13/1998. (V. 6.) KTM rendelet egyidejűleg hatályát veszti.

## Látogatási statisztika
A Csodabogyós-barlang látogatóinak száma évenként:
| év              | 2006 | 2007 | 2008 | 2009 | 2010 | 2011 | 2012 | 2013 | 2014 | 2015 | 2016 | 2017 | 2018 |
| látogatók száma | 915  | 2726 | 2911 | 3950 | 3759 | 3313 | 2875 | 2633 | 3314 | 2815 | 3084 | 3389 | 3144 |

## További irodalom
- Tóth S.: Élet a Bakony barlangjaiban. Dunántúli Napló, 1992. február 26.